# Gare de Montbré
La gare de Montbré était une gare ferroviaire française de la ligne d'Épernay à Reims, située sur le territoire de la commune de Montbré, dans le département de la Marne en région Grand Est.
C'est une halte voyageurs de la Société nationale des chemins de fer français (SNCF).

## Situation ferroviaire
Établie à 132 mètres d'altitude, la gare de Montbré est située au point kilométrique (PK) 163,785 de la ligne d'Épernay à Reims, entre les gares de Rilly-la-Montagne et de Trois-Puits. 

## Fréquentation
Selon les estimations de la SNCF, la fréquentation annuelle de la gare figure dans le tableau ci-dessous
.
|                     | 2019  | 2018  | 2017  | 2016  | 2015  |
| ------------------- | ----- | ----- | ----- | ----- | ----- |
| Nombre de voyageurs | 2 655 | 2 609 | 3 307 | 3 668 | 3 103 |

## Service des voyageurs

### Desserte
Montbré était desservie par des trains TER Grand Est qui effectuent des missions entre Épernay et Reims. La desserte a été suspendue lors de la mise en place du cadencement sur le territoire Champagne-Ardenne le 15 décembre 2019. 

### Intermodalité
Des places de parking sont disponibles pour les véhicules.